# グレタ GRETA
『グレタ GRETA』（Greta）は、2018年のアイルランド・アメリカ合衆国のスリラー映画。監督はニール・ジョーダン、主演はイザベル・ユペールが務めた。

## ストーリー
ニューヨーク。フランシス・マッカレンはレストランのウェイトレスとして働いていた。つい先日、フランシスは母親を癌で亡くし、喪失感を埋めることができずにいた。本来であれば娘の心の支えになれるはずの父親（クリス）は家庭を顧みないほどのワーカーホリックであり、フランシスとは疎遠になっていた。
そんなある日、フランシスは地下鉄の中でカバンが置き忘れられていることに気が付いた。中身を調べたところ、そのカバンはグレタ・ハイデッグという女性のものであることが判明した。心の優しいフランシスがバッグをグレタの家に届けたところ、感動したグレタはフランシスにコーヒーを振る舞ってくれた。グレタは「夫は亡くなったし、娘はパリで勉強している」とフランシスに言った。フランシスはグレタも自分のように喪失感に苦しんでいると知り、彼女に対して親近感を覚えるようになった。この一件をきっかけに、フランシスはグレタとどんどん親密になっていった。ルームメイトのエリカから「何か異様なものを感じる」と言われたが、フランシスは意に介することなくグレタの家に通い続けた。
ある日の夜、フランシスがグレタの家で夕食の準備をしていたところ、クローゼットの中にハンドバッグが大量に収納されているのを発見した。そのハンドバッグはフランシスが地下鉄の中で見つけたものと同じであり、その一つ一つに見知らぬ人の名前と電話番号が記されていた。その中にフランシスの名前があったことからして、グレタがバッグをわざと置き忘れているのは明白だった。気味悪く思ったフランシスはグレタとの縁を切ることにした。
その日から、フランシスはグレタのストーキング行為に悩まされるようになった。しかも、グレタの魔の手はエリカにも及ぶようになったのである。

## キャスト
※括弧内は日本語吹替
- グレタ・ハイデッグ - イザベル・ユペール（野沢由香里）： ピアノ教師。
- フランシス・マッカレン - クロエ・グレース・モレッツ（沢城みゆき）
- エリカ・ペン - マイカ・モンロー（新谷良子）
- クリス・マッカレン - コルム・フィオール（原康義）
- ブライアン・コーディ - スティーヴン・レイ（森源次郎）
- アレクサ・ハモンド - ゾウイ・アシュトン（英語版）
- デロイ巡査 - サディアス・ダニエルズ
- メートル・D・ヘンリー - ジェフ・ヒラー
- パーク・ヒル・マネージャー - パーカー・ソーヤーズ（英語版）

## 製作
2017年5月5日、ニール・ジョーダン監督の新作『The Widow』にイザベル・ユペールとクロエ・グレース・モレッツが出演するとの報道があった。8月1日、マイカ・モンローの出演が決まったと報じられた。9月13日、ゾウイ・アシュトン、スティーヴン・レイ、コルム・フィオールがキャスト入りした。10月、本作の主要撮影がアイルランドのダブリンで始まった。本作の撮影はニューヨークでも行われた。なお、撮影段階で本作のタイトルは『The Widow』から『Greta』に変更された。

## 公開・マーケティング
2018年9月6日、本作は第43回トロント国際映画祭でプレミア上映され、劇中のクリップ映像も初めて公開された。8日、フォーカス・フィーチャーズが本作の全米配給権を400万ドルで購入したとの報道があった。12月20日、本作のオフィシャル・トレイラーが公開された。

## 興行収入
本作は『タイラー・ペリー マデアの家族葬』と同じ週に封切られ、公開初週末に480万ドル前後を稼ぎ出すと予想されていたが、この予想は的中した。2019年3月1日、本作は全米2411館で公開され、公開初週末に448万ドルを稼ぎ出し、週末興行収入ランキング初登場8位となった。

## 評価
本作に対する批評家の評価は平凡なものに留まっている。映画批評集積サイトのRotten Tomatoesには250件のレビューがあり。批評家支持率は60%、平均点は10点満点で5.66点となっている。サイト側による批評家の見解の要約は「とち狂ったB級映画ではあるが、一級の才能によってその質はグンと高められている。『グレタ GRETA』は向こう見ずにもストーカーものという汗牛充棟のジャンルに飛び込んだが、イザベル・ユペールとクロエ・グレース・モレッツの見事な演技のお陰で、数多の作品の中に埋もれずに済んでいる。」となっている。また、Metacriticには36件のレビューがあり、加重平均値は53/100となっている。なお、本作のCinemaScoreはC-となっている。